# Нумизматика
Нумизматика (од грчке речи  — „новчић“, или латинске numisma — „валута“) је са становишта историје и археологије дефинисана као наука о кованом новцу и медаљама. Нумизматика је у суштини блиска историји. Ентузијасти додају још да она уз себе тесно везује економију, географију, хералдику, металургију, политику, уметност и војну историју. У суштини, новчићи су „сликовни“ историјски артикли. Они нам казују о приликама времена из којег су потекли, и то у добром и у лошем контексту речи. Новчићи наговештавају рат, револуцију, снижавање вредности неке валуте, корупцију, па чак и снагу технике.
Најраније облике новца које су људи користили колекционари категоришу као „чудне и интересантне“, али је употреба друге робе у размени искључена, чак и када се користи као валута у оптицају (нпр. цигарете или инстант резанци у затвору ). Као пример, Киргизи су користили коње као главну валутну јединицу и давали ситниш у јагњећим кожама; јагњеће коже су можда погодне за нумизматичко проучавање, али коњи нису. Многи предмети су коришћени вековима, као што су каури шкољке, племенити метали, какао зрна, велико камење и драгуљи.

## Етимологија
Први пут потврђена 1829. године, реч нумизматика проистиче од придева нумизматички, што значи „од кованице“. Позајмљен је 1792. године из француске речи numismatiques, која је и сама изведена од каснолатинског numismatis, генитива од numisma, варијанте nomisma што значи "кованица". Nomisma је латинизација грчке речи νόμισμα (nomisma) што значи „садашњи новчић/обичај“, која потиче од νομίζειν (nomizein), „држати или поседовати као обичај или употребу, уобичајено користити“, заузврат од νόμος (nomos), „употреба, обичај“, ултиматно од νέμειν (nemein), „расподелити, поделити, доделити, држати, задржати“.

## Историја нумизматике
Сакупљање новчића је вероватно постојало у давна времена. Октавијан Август је давао „кованице свих форми, укључујући старе комаде краљева и страни новац“ као поклоне за Сатурналије.
Петрарка, који је у писму написао да су му виноградари често прилазили са старим новчићима тражећи од њега да их купи или да идентификује владара, заслужан је као први ренесансни колекционар. Петрарка је цару Карлу IV поклонио збирку римског новца 1355. године.
Прва књига о кованицама била је De Asse et Partibus (1514) Гијома Будеа. Током ране ренесансе античке кованице су сакупљале европске краљевске породице и племство. Сакупљачи кованог новца били су папа Бонифације VIII, цар Максимилијан Светог римског царства, Луј XIV од Француске, Фердинанд I, изборник Јоаким II од Бранденбурга који је покренуо Берлински кабинет за кованице и Хенри IV од Француске, између осталих. Нумизматику називају „хобијем краљева“, због њених најцењенијих оснивача.
Професионална друштва организована у 19. веку. Краљевско нумизматичко друштво је основано 1836. године и одмах је почело са издавањем часописа који је постао Нумизматичка хроника. Америчко нумизматичко друштво је основано 1858. године и почело је да издаје Амерички часопис за нумизматику 1866. године.
Британска академија је 1931. године покренула Sylloge Nummorum Graecorum издајући збирке старогрчког новца. Први том Sylloge of Coins of the British Isles објављен је 1958. године.
У 20. веку кованице су постале признате као археолошки предмети. Научници као што је Гвидо Брук из Музеја историје уметности у Бечу схватили су њихову вредност у обезбеђивању временског контекста и потешкоћа са којима су се кустоси суочавали када су идентификовали истрошене новчиће користећи класичну литературу. После Другог светског рата у Немачкој је покренут пројекат Fundmünzen der Antike (Налази кованица из класичног периода) за регистрацију сваког новчића пронађеног у Немачкој. Ова идеја је нашла следбенике у многим земљама.
У Сједињеним Државама, америчка ковница је основала кабинет за кованице 1838. године када је главни колекционар Адам Екфелдт поклонио своју личну колекцију. Дело Завети историје ... аутора Вилијама Е. Ду Боа (1846) описује тај кабинет.
Дело Хелен Ванг „Кратка историја кинеске нумизматике на европским језицима“ (2012-2013) даје скицу историје разумевања кинеске нумизматике у западним земљама. Les amis des monnaies Лиса Јанковског је дубинска студија кинеске нумизматике у Кини у 19. веку.

### Савремена нумизматика
Модерна нумизматика је проучавање кованог новца од средине 17. века па надаље, периода машински кованог новца. Њихово проучавање више служи колекционарима него историчарима и чешће се њиме успешно баве љубитељи аматери него професионални научници. Фокус модерне нумизматике често лежи у истраживању производње и употребе новца у историјским контекстима користећи ковнице или друге записе како би се утврдила релативна реткост кованог новца који се проучава. Разноврсности, грешке направљене у ковници, резултати прогресивног трошења матрица, обим ковања, па чак и друштвено-политички контекст ковања новчића такође су предмет интересовања.

### Пример једног новчића Александра Великог
Пример сребрне тетрадрахме пронађене у Библосу (око 330-300. п. н. е.) указује на македонски утицај. Александров новац (To nomisma Alexandrou) је типа главе голобрадог Херакла, са орловим носом на десној страни, представљен са оглављем од лавље главе и етофора Зевса (који држи орла) на реверсу, на престолу са жезлом у левој руци. Тип ове тетрадрахме има веома декларативан македонски и грчки карактер. Избор репрезентација је симболичан: подсећање на његову божанску лозу и његов херојски карактер. Представа олимпског бога и грчког хероја такође омогућава ширење грчко-македонске културе и посебно верских култова. Ковање сребра које је Александар отпочео 333. године показало је репрезентације које, иако привилегују грчко-македонски аспект божанстава, нису изгледале оријенталцима као потпуно стране (асимилисане су са Валовим божанствима).

### Велике приче старих кованица
- Виртуални музеј: Приче из Народног музеја (Народни музеј у Београду - Званични канал)
- Народни музеј - Сведок времена: Статер Александра Великог, хеленизам (РТС Образовно-научни програм - Званични канал)
- Виртуални музеј: Остава сребрног новца из Нишке Каменице (Народни музеј у Београду - Званични канал)
- Народни музеј - Сведок времена: Медаљон Валентијана I (РТС Образовно - научни програм - Званични канал)
- Народни музеј - Сведок времена: Калуп са представом богиње Телус (РТС Образовно-научни програм - Званични канал)
- Ковница новца краља Радослава (Народни музеј у Београду - Званични канал)
- Народни музеј - Сведок времена: "Крунидбени динар" цара Душана (РТС Образовно-научни програм - Званични канал)
- Народни музеј - Сведок времена: Медаља Освајање Београда 1688. (РТС Образовно-научни програм - Званични канал)
- Највредније колекција америчких кованица (Форбс - Званични канал)
- Народни музеј - Сведок времена: Медаља Светоанрејска скупштина 1858. (РТС Образовно-научни програм - Званични канал)
- Од које домаће новчанице можете да се обогатите (РТС Сајт - Званични канал)

### Модерне кованице
- Нумизматички новац и комерцијална паковања оптицајног кованог новца (Народна банка Србије - Званична веб страница)
- Први човек у космосу (1961—2021), јубиларна (Банка Русије - Званични канал)
- Чаробница Медеја и златно руно, грчка митологија (Литванска кованица - Званични канал)
- Тренутак удара метеорита (Германија кованица - Званични канал)
- Ванземаљац (Скотсдејл кованица - Званични канал)
- Лет на Месец 1969-2019, јубиларна (Ковница новца Париз - Званични канал
- Имир, нордијска митологија (Избор кованице - Званични канал)
- Робин Худ, британска легенда (Краљевска британска кованица - Званични канал)
- Мрачни шахиста, који сваког побеђује (Моћна кованица - Званични канал)
- Кошаркашка кућа славних, јубиларна (САД кованица - Званични канал)
- Русалка, словенска вила (Гдањск кованица - Званични канал)